# Machine Gun Preacher
Machine Gun Preacher è un film del 2011 diretto da Marc Forster, l'opera è ispirata alla reale storia di Sam Childers.
I protagonisti del film sono gli attori Gerard Butler, che interpreta Sam Childers, e Michelle Monaghan, che riveste il ruolo della moglie.

## Trama
Sam Childers è un ex-motociclista e un ex-tossicodipendente che, dopo la sua importante e profonda conversione, ha intrapreso azioni umanitarie per aiutare i tanti bambini reduci delle guerre del Sudan.
Anche se il film riporta alcuni stralci della vita del protagonista, vengono soprattutto narrate le crudeli atrocità di una delle tante guerre dimenticate, nello specifico la seconda guerra civile sudanese.

## Distribuzione
Il film è stato distribuito nelle sale cinematografiche statunitensi il 23 settembre 2011.
In Italia, il film è stato distribuito direttamente per il mercato Home Video a partire da Febbraio 2014, a cura di Eagle Pictures.

## Riconoscimenti
- 2012 - Golden Globe
  - Candidato per la migliore canzone originale (The Keeper di Chris Cornell)